# Liste der Baudenkmäler in Kirchberg im Wald
Auf dieser Seite sind die Baudenkmäler in der niederbayerischen Gemeinde Kirchberg im Wald zusammengestellt. Diese Tabelle ist eine Teilliste der Liste der Baudenkmäler in Bayern. Grundlage ist die Bayerische Denkmalliste, die auf Basis des Bayerischen Denkmalschutzgesetzes vom 1. Oktober 1973 erstmals erstellt wurde und seither durch das Bayerische Landesamt für Denkmalpflege geführt wird. Die folgenden Angaben ersetzen nicht die rechtsverbindliche Auskunft der Denkmalschutzbehörde.
 Die Liste gibt den Fortschreibungsstand vom 30. November 2018 wieder und umfasst 25 Baudenkmäler, wobei die Denkmalliste nur 24 umfasst, die Ortskapelle von Kleinloitzenried nur im Denkmalatlas als Baudenkmal existiert.

## Baudenkmäler nach Ortsteilen

### Kirchberg im Wald
| Lage                        | Objekt                                                    | Beschreibung | Akten-Nr.             | Bild                      |
| --------------------------- | --------------------------------------------------------- | --- | --------------------- | ------------------------- |
| Amthofplatz 4 (Standort)    | Pfarrhof                                                  | Zweigeschossiger Walmdachbau mit Sohlbankgesims, nach 1845; Wirtschaftshof, Dreiflügelanlage, zweigeschossige Flachsatteldachtrakte nach Norden, Süden und Osten, Ostflügel mit Tordurchfahrten, Mitte 19. Jahrhundert. | D-2-76-126-1 Wikidata | BW                        |
| Amthofplatz 5 (Standort)    | Ehemalige Amthof-Brauerei                                 | Ehemaliges Gerichtshaus, stattlicher zweigeschossiger Halbwalmdachbau, 1703. | D-2-76-126-2 Wikidata | Ehemalige Amthof-Brauerei |
| Gotthardstraße 7 (Standort) | Katholische Pfarrkirche St. Godehard, bis 1144 Burganlage | Saalkirche mit Steildach und wenig eingezogenem, fünfseitig geschlossenem Chor, Bruchstein, im Kern 13./14. Jahrhundert, 1745 Wiederaufbau nach Brand, Flankenturm mit Spitzhelm, im Kern romanisch, Langhaus 1861 nach Westen verlängert; mit Ausstattung; Friedhofsmauer, ringförmige Anlage um den südlichen, östlichen und nördlichen Friedhof, Bruchstein, mittelalterlich. | D-2-76-126-3 Wikidata | weitere Bilder            |
| Gotthardstraße 8 (Standort) | Ehemaliges Mesnerhaus                                     | Zweigeschossiger Halbwalmdachbau, zum Teil verschindelt, 1724. | D-2-76-126-4 Wikidata | BW                        |

### Berneck
| Lage                                                            | Objekt        | Beschreibung                                                                                                   | Akten-Nr.             | Bild |
| --------------------------------------------------------------- | ------------- | --- | --------------------- | ---- |
| In Berneck (Standort)                                           | Weilerkapelle | Satteldachbau, segmentbogig geschlossen, mit Dachreiter, 19./20. Jahrhundert.                                  | D-2-76-126-5 Wikidata | BW   |
| Fürberg, am Endpunkt des Untermitterdorfer Kreuzwegs (Standort) | Waldkapelle   | Kleiner Satteldachbau über rechteckigem Grundriss, Bruchstein, zweite Hälfte 19. Jahrhundert; mit Ausstattung. | D-2-76-126-6 Wikidata | BW   |

### Dösingerried
| Lage                       | Objekt                            | Beschreibung | Akten-Nr.             | Bild |
| -------------------------- | --------------------------------- | --- | --------------------- | ---- |
| Aufeld (Standort)          | Kapelle                           | Satteldachbau, dreiseitig geschlossen, mit hölzerner Vorhalle und Dachreiter, 19. Jahrhundert. | D-2-76-126-9 Wikidata | BW   |
| Dösingerried 11 (Standort) | Wohnstallhaus eines Dreiseithofes | Zweigeschossiger Halbwalmdachbau, Obergeschoss Blockbau, zum Teil verschindelt, mit Traufseitschrot, 1792 (dendrochronologisch datiert), Veränderungen 1819, Kelleranbau, um 1850; Stall, eingeschossiger Satteldachbau mit Kniestock, Mittelteil Bruchstein, Flanken Holzständerwerk mit Verbretterung, gleichzeitig, mit späteren Veränderungen. | D-2-76-126-7 Wikidata | BW   |
| In Dösingerried (Standort) | Ortskapelle                       | Satteldachbau, dreiseitig geschlossen, Dachreiter mit Spitzhelm, bezeichnet mit „1888“; mit Ausstattung. | D-2-76-126-8 Wikidata | BW   |

### Hangenleithen
| Lage                                 | Objekt  | Beschreibung | Akten-Nr.              | Bild |
| ------------------------------------ | ------- | --- | ---------------------- | ---- |
| Blöß, südwestlich im Wald (Standort) | Kapelle | Satteldachbau mit eingezogenem, halbrund geschlossenem Chor, hölzerne Vorhalle, bezeichnet mit „1822“; mit Ausstattung. | D-2-76-126-12 Wikidata | BW   |

### Hintberg
| Lage                    | Objekt      | Beschreibung | Akten-Nr.              | Bild |
| ----------------------- | ----------- | --- | ---------------------- | ---- |
| Hintberg 11 (Standort)  | Waldlerhaus | Eingeschossiger Flachsatteldachbau, Kniestock Blockbau, mit Brettbaluster-Giebelschrot, nach Norden Stadel, zweite Hälfte 18. Jahrhundert. | D-2-76-126-15 Wikidata | BW   |
| Hintberg 15a (Standort) | Ortskapelle | Satteldachbau, halbrund geschlossen, Dachreiter mit Spitzhelm, 1816; mit Ausstattung.                                                      | D-2-76-126-13 Wikidata | BW   |

### Kleinloitzenried
| Lage                                                                                           | Objekt      | Beschreibung | Akten-Nr.              | Bild |
| ---------------------------------------------------------------------------------------------- | ----------- | --- | ---------------------- | ---- |
| Dorfanger in Kleinloitzenried; In der Point; Kleinloitzenried 5; Kleinloitzenried 6 (Standort) | Ortskapelle | Satteldachbau mit eingezogenem, halbrund geschlossenem Chor, Giebelreiter mit Spitzhelm, bezeichnet mit „1911“; mit Ausstattung. Seit 2018 nur noch im Denkmalatlas verzeichnet, nicht mehr in Denkmalliste. | D-2-76-126-18 Wikidata | BW   |

### Obernaglbach
| Lage                                       | Objekt                          | Beschreibung | Akten-Nr.              | Bild |
| ------------------------------------------ | ------------------------------- | --- | ---------------------- | ---- |
| Obernaglbach 8 (Standort)                  | Traidkasten eines Vierseithofes | Zweigeschossiger Flachsatteldachbau, Obergeschoss Blockbau mit Brettverschalung, zweites Viertel 19. Jahrhundert. | D-2-76-126-20 Wikidata | BW   |
| In Obernaglbach; Obernaglbach 5 (Standort) | Ortskapelle                     | Steildachbau, halbrund geschlossen, Dachreiter mit Spitzhelm, 1833; mit Ausstattung.                              | D-2-76-126-19 Wikidata | BW   |

### Schleeberg
| Lage                                              | Objekt        | Beschreibung                                                                          | Akten-Nr.              | Bild |
| ------------------------------------------------- | ------------- | ------------------------------------------------------------------------------------- | ---------------------- | ---- |
| Dorfanger in Schleeberg; in Schleeberg (Standort) | Weilerkapelle | Walmdachbau, dreiseitig geschlossen, Dachreiter mit Spitzhelm, 1849; mit Ausstattung. | D-2-76-126-21 Wikidata | BW   |

### Schönbrunn
| Lage                       | Objekt                                     | Beschreibung | Akten-Nr.              | Bild      |
| -------------------------- | ------------------------------------------ | --- | ---------------------- | --------- |
| Schönbrunn 2 (Standort)    | Weilerkapelle                              | Kleiner Satteldachbau, segmentbogig geschlossen, zweite Hälfte 19. Jahrhundert; mit Ausstattung.                    | D-2-76-126-22 Wikidata | BW        |
| Schönbrunn 3 (Standort)    | Traidkasten eines ehemaligen Vierseithofes | Zweigeschossiger Flachsatteldachbau, Obergeschoss Blockbau, zum Teil verschindelt, zweites Viertel 19. Jahrhundert. | D-2-76-126-24 Wikidata | BW        |
| Nähe Schönbrunn (Standort) | Bildstock                                  | Quaderartige Form mit Profilierungen und Inschriften, Granit, bezeichnet mit „1794“.                                | D-2-76-126-25 Wikidata | Bildstock |

### Untermitterdorf
| Lage                             | Objekt                                    | Beschreibung | Akten-Nr.              | Bild           |
| -------------------------------- | ----------------------------------------- | --- | ---------------------- | -------------- |
| Kirchberger Straße 17 (Standort) | Traidkasten                               | Zweigeschossiger Flachsatteldachbau, geständerter Blockbau, erste Hälfte 19. Jahrhundert.                                                        | D-2-76-126-26 Wikidata | BW             |
| Kirchplatz 15 (Standort)         | Katholische Pfarrkirche Mariä Heimsuchung | Saalkirche mit Walmdach und Seitenapsiden, eingezogener, halbrund geschlossener Chor und Flankenturm, 1909/12 von Michael Kurz; mit Ausstattung. | D-2-76-126-27 Wikidata | weitere Bilder |

### Unternaglbach
| Lage                       | Objekt       | Beschreibung                                                                  | Akten-Nr.     | Bild |
| -------------------------- | ------------ | ----------------------------------------------------------------------------- | ------------- | ---- |
| Unternaglbach 4 (Standort) | Nebengebäude | Holzständerbau mit Satteldach, Blockbau-Traidkasten im Obergeschoss, um 1740. | D-2-76-126-32 | BW   |

### Wolfau
| Lage                | Objekt                            | Beschreibung | Akten-Nr.              | Bild |
| ------------------- | --------------------------------- | --- | ---------------------- | ---- |
| Wolfau 4 (Standort) | Wohnstallhaus eines Dreiseithofes | Zweigeschossiger Flachsatteldachbau, Obergeschoss Blockbau mit Brettverschalung, bezeichnet mit „1786“, Dach später. | D-2-76-126-29 Wikidata | BW   |

### Zell
| Lage                                | Objekt        | Beschreibung | Akten-Nr.              | Bild    |
| ----------------------------------- | ------------- | --- | ---------------------- | ------- |
| Kirchweg (Standort)                 | Kapelle       | Steildachbau, polygonal geschlossen, mit Vorhalle und Dachreiter, 1733; mit Ausstattung. | D-2-76-126-30 Wikidata | Kapelle |
| Pointwiesen; Dorfanger 6 (Standort) | Wohnstallhaus | Zweigeschossiger Flachsatteldachbau, Obergeschoss Blockbau, Giebel- und Traufseitschrot, zum Teil verschalt, nach Süden zweigeschossiger Stadel, Bruchstein, Obergeschoss verbrettertes Holzständerwerk, 1812; Traidkasten, zweigeschossiger Flachsatteldachbau, geständerter Blockbau, wohl gleichzeitig. | D-2-76-126-31 Wikidata | BW      |

## Ehemalige Baudenkmäler
In diesem Abschnitt sind Objekte aufgeführt, die früher einmal in der Denkmalliste eingetragen waren, jetzt aber nicht mehr. Objekte, die in anderem Zusammenhang also z. B. als Teil eines Baudenkmals weiter eingetragen sind, sollen hier nicht aufgeführt werden. Aktennummern in diesem Abschnitt sind ehemalige, jetzt nicht mehr gültige Aktennummern.

| Lage                          | Objekt                    | Beschreibung                                                                             | Akten-Nr.              | Bild |
| ----------------------------- | ------------------------- | ---------------------------------------------------------------------------------------- | ---------------------- | ---- |
| Ebertsried Kühberg (Standort) | Kapelle                   | Erste Hälfte 19. Jahrhundert; mit Ausstattung.                                           | D-2-76-126-10 Wikidata | BW   |
| Ebertsried östlich vom Ort () | Heiligenhäuschen          | Mit hölzernem Vorbau, erste Hälfte 19. Jahrhundert.                                      | D-2-76-126-11 Wikidata |      |
| Kaltenbrunn 6 (Standort)      | Zugehöriges Ausnahmshäusl | Mit unverputztem Backsteingiebel über Brockenmauerwerk, zweites Viertel 19. Jahrhundert. | D-2-76-126-17 Wikidata | BW   |